# Closterocerus erxias
Closterocerus erxias är en stekelart som först beskrevs av Walker 1848.  Closterocerus erxias ingår i släktet Closterocerus, och familjen finglanssteklar. Arten är reproducerande i Sverige.